# Psychologia humanistyczna
Psychologia humanistyczna – kierunek psychologiczny, który zrodził się w latach 50. XX wieku i bardzo szybko zdobył ogromną popularność, stając się trzecią siłą psychologii, obok psychoanalizy i behawioryzmu.

## Powstanie
Nazwa dziedziny pochodzi od tytułu periodyku Anthony’ego Suticha, bliskiego współpracownika Abrahama Maslowa, który w 1961 roku powołał do życia czasopismo Journal of Humanistic Psychology.
W roku 1963 grupa psychologów z USA (Gordon Allport, Charlotte Bühler, George Kelly, Carl Rogers) powołała Amerykańskie Towarzystwo Psychologii Humanistycznej.
Psychologia humanistyczna powstała jako wynik reakcji na ograniczenia psychoanalizy i behawioryzmu, które pomijały ludzkie możliwości i zdolności jak: twórczość, miłość, Ja, obiektywność, autonomia, tożsamość, odpowiedzialność czy zdrowie psychiczne. Program psychologii humanistycznej był więc wynikiem negatywnej selekcji przedmiotu badania dokonanej przez dotychczasową psychologię.
Sama idea nowej psychologii jako trzeciej siły pochodzi od Gordona Allporta, który wskazywał na możliwość wyjścia poza ograniczenia behawiorystycznego i psychoanalitycznego wyjaśniania aspiracji człowieka. Europejska fenomenologia i egzystencjalizm, kładąc nacisk na niepowtarzalność jednostki ludzkiej, wskazała na konieczność wniknięcia w jej światopogląd, by móc „ujrzeć jej świat jej własnymi oczami”, oraz na potrzeby dalszego rozwijania odpowiedzialności, wyboru samotworzenia się, autonomii i samej tożsamości.
Rogers twierdził, że nie ma wiedzy wolnej od podmiotowości, tzn. że każda ze stron układu badanego wnosi swoje doświadczenia, idiosynkrazje, modyfikując wyniki badań. Czynią to także badacze uważający się za obiektywnych. Proces badawczy w psychologii jest bowiem procesem komunikacyjnym, stąd też wywodzi się postulat psychologii humanistycznej, nakazujący koncentrować uwagę na relacji nadawca-komunikat-odbiorca.

## Psychologia humanistyczna w Polsce
Głównym prekursorem i propagatorem psychologii humanistycznej w Polsce był Kazimierz Jankowski – polski lekarz psychiatra, psychoterapeuta i publicysta, autor książek, m.in. Od psychiatrii biologicznej do psychiatrii humanistycznej (1975). Na początku lat 70. XX wieku założył Ośrodek Synapsis, w którym praca psychoterapeutyczna inspirowana była założeniami psychologii humanistycznej.
W Polsce analogiczne idee psychologii humanistycznej podjął lekarz, neurolog i psychiatra, psycholog i pedagog oraz psychoterapeuta, Kazimierz Dąbrowski (1902-1980) w swojej koncepcji higieny psychicznej, dezintegracji pozytywnej i pedagogiki leczniczej, a także w teorii osobowości, którą zdefiniował jako samopotwierdzoną, samowychowującą się jedność własności indywidualnych i społecznych, zintegrowanych w wartościach realizowanego w życiu aksjologicznego ideału. Opisywał ją przez takie kategorie jak empatia, autonomia czy przyjaźń. W latach 70. polemizował z Maslowem. Jego krytyka dotyczyła w szczególności teorii potrzeb. W 2007 roku, z inicjatywy psychologa Marcina Pawłowskiego, w Warszawie zostało powołane do życia Polskie Towarzystwo Psychologii Humanistycznej, którego głównym celem jest propagowanie idei psychologii humanistycznej.

## Postulaty psychologii humanistycznej
Psychologia humanistyczna interpretuje człowieka jako podmiot autonomiczny, który przyjmuje postawę badawczą wobec rzeczywistości, który obserwuje, przewiduje, planuje i wnioskuje i który zgodnie z posiadaną wiedzą przystosowuje się do świata i kształtuje go. Podstawą filozoficzną czyni egzystencjalizm, personalizm i fenomenologię. Również pod względem metodologii zajmuje stanowisko odmienne niż behawioryści lub psychoanalitycy. Ci pierwsi, zgodnie z ogólną koncepcją człowieka i nauki, preferowali techniki eksperymentalne (eksperyment laboratoryjny), drudzy wypracowali szereg skomplikowanych technik, pozwalających dotrzeć do sfery nieświadomości. Psychologowie humanistyczni największą wagę przywiązują do badania aktualnego doświadczenia, stosując w tym celu różne odmiany opisu fenomenologicznego, a także introspekcyjnego.
Celem psychologii humanistycznej jest koncentracja na opisie niepowtarzalnych właściwości indywiduum. Specjaliści analizujący psychologię humanistyczną wskazują, że można wyodrębnić jej sześć podstawowych postulatów:
- upodmiotowienie sytuacji badawczej (badacz i badany stanowią my);
- dialog zamiast manipulacji, ponieważ w każdej sytuacji badawczej ludzie mogą przejawiać odmienne właściwości;
- komunikacja – niezbędna nie tylko z osobami badanymi, ale także z odbiorcami;
- łączenie psychologii jako nauki z psychologią jako praktyką, czego przykładem jest psychoterapia;
- uwzględnianie perspektywy badanego (a nie tylko badacza), jako że zachowanie wyznaczone jest przez aktualny obraz rzeczywistości;
- odwołanie się do empatii jako najbardziej efektywnego kanału komunikacyjnego.

Psychologia humanistyczna odrzuca przekonania o zewnętrznej sterowności człowieka (typowe dla behawioryzmu), a wyraża przeświadczenie o istniejącym w każdym człowieku potencjale wewnątrzsterowności, który realizuje się wtedy, gdy nie ma blokad zewnętrznych wymuszających określone zachowania. Nadrzędnym interesem człowieka jest jego rozwój, a siłą napędową rozwoju jest potrzeba samoaktualizacji. Człowiek dysponuje także intuicją, która jest jego narzędziem rozwoju.
W toku rozwoju pojawiają się rozmaite sprzeczności między wewnętrznymi i zewnętrznymi kryteriami oceny danego zachowania. Wewnętrznym kryterium jest to, czy zachowanie sprzyja samoaktualizacji. Zewnętrzne kryterium to akceptacja – w tym wypadku ważne jest to, czy zachowanie zapewnia podmiotowi akceptację społeczną. Kierowanie się kryteriami zewnętrznymi jest często (a właściwie zawsze) destrukcyjne dla rozwoju, ponieważ blokuje możliwości zaspokojenia najważniejszych potrzeb i prowadzi do zaburzeń psychicznych. Kierując się kryterium wewnętrznym człowiek unika ograniczeń wolności. Człowiek sterowany od wewnątrz dysponuje swobodą wyboru zachowań. Człowiek wewnątrzsterowny jest podmiotem, a jego zachowanie wyrazem podmiotowości w odróżnieniu od człowieka-przedmiotu, którego zachowanie jest efektem manipulacji zewnętrznej. (zobacz też: umiejscowienie poczucia kontroli (LoC))
Najważniejsze założenia koncepcji humanistycznej:
1. człowiek to unikatowa całość składająca się z 2 podsystemów: „ja” i „organizmu”, które stanowią jedność i są jak dwie strony jednej monety. Człowiek, który chce żyć zgodnie ze swoją naturą, chce być niezależny, autentyczny, zadowolony, musi stanowić harmonijną całość, której podstawowe składniki (ja i organizm) stworzą spójny system, zwany osobą.
2. podstawową właściwością natury ludzkiej jest rozwój uwarunkowany przez czynniki wewnętrzne, siły decydujące o jego przebiegu tkwią w człowieku, a nie poza nim. Człowiek, którego rozwój został zablokowany, nie jest osobą w pełni zdrową.
3. o działaniu człowieka decyduje dążenie do samorealizacji, która jest podstawową skłonnością natury ludzkiej. Jej przejawem może być miłość, twórczość, altruistyczne zachowania, rozwój własnego „ja”. Nie interesuje go produkt pracy, ale same przeżycia, np. twórczość jest ważna dlatego, że kształtuje osobę, a nie towar, który można sprzedać lub kupić. Życie poza obszarem samorealizacji nie jest życiem autentycznym i w pełni ludzkim.
4. człowiek z natury jest dobry, a jego dążenia są pozytywne. Oznacza to, że chce dawać i daje innym wyłącznie dobro. Jeżeli dokonuje aktów gwałtu lub przemocy, to dlatego, że działa wbrew naturze, a rzeczywistość, w której żyje, blokuje rozwój jego prawdziwych i pozytywnych zachowań.
5. ludzkie zachowanie uwarunkowane jest przez teraźniejszość, aktualne przeżycia, doświadczenia, przez to, co dzieje się tu i teraz. To, co dzieje się aktualnie w świadomości, jak człowiek teraz postrzega siebie, innych i świat, decyduje o przebiegu procesu samorealizacji. Człowiek żyjący przeszłością nie osiągnie pełnego rozwoju.

## Zastosowanie
Psychologia humanistyczna jest podstawą psychoterapii zorientowanej na klienta, która to koncepcja jest stosowana między innymi w terapii zajęciowej